# Blanca Paloma
Blanca Paloma Ramos Baeza, coneguda simplement com a Blanca Paloma (castellà: Blanca Paloma Ramos Baeza)  (l'Altet, 9 de juny de 1989), és una cantant i escenògrafa valenciana. És destacada per haver participat en el Benidorm Fest 2022, i per guanyar l'edició de 2023 del festival musical, la qual cosa li va suposar ser la representant d'Espanya al Festival d'Eurovisió 2023.
Va estudiar belles arts, on va descobrir la seua passió per l'escenografia i el disseny de vestuari.
La cantant ha col·laborat amb RTVE en la banda sonora de la sèrie documental Lucía en la telaraña i, anteriorment, en les bandes De mar a mar i Aflkay.
El 2021 va llançar el seu primer senzill Secreto de agua, cançó amb la qual es va presentar al Benidorm Fest 2022. Va obtenir el cinqué lloc i, per tant, no es va classificar per a ser la representant d'Espanya a Eurovisió 2022.
El 2023 es va tornar a presentar al festival de Benidorm amb el tema Eaea, que va aconseguir el primer lloc amb 169 punts i, com a resultat, ser la representant d'Espanya al Festival d'Eurovisió 2023.

## Premis i nominacions

### Benidorm Fest
| Edició             | Edició           | Resultat                  | Resultat                  | Resultat              | Resultat              | Resultat       | Resultat       | Resultat        | Resultat        |
| Edició             | Edició           | Jurat professional (50 %) | Jurat professional (50 %) | Vot demoscòpic (25 %) | Vot demoscòpic (25 %) | Televot (25 %) | Televot (25 %) | Puntuació final | Posició final   |
| Edició             | Edició           | Punts                     | Posició                   | Punts                 | Posició               | Punts          | Posició        | Puntuació final | Posició final   |
| ------------------ | ---------------- | ------------------------- | ------------------------- | --------------------- | --------------------- | -------------- | -------------- | --------------- | --------------- |
| Benidorm Fest 2022 | Segona semifinal | 41                        | 2a                        | 20                    | 3a                    | 18             | 4a             | 79              | 3a              |
| Benidorm Fest 2022 | Final            | 39                        | 3a                        | 10                    | 7a                    | 12             | 6a             | 61              | 5a              |
| Benidorm Fest 2023 | Segona semifinal | 92                        | 1a                        | 35                    | 2a                    | 40             | 1a             | 167             | 1a              |
| Benidorm Fest 2023 | Final            | 94                        | 1a                        | 35                    | 2a                    | 40             | 1a             | 169             | Guanyadora (1a) |

### Festival de la Cançó d'Eurovisió 2023[5][6]
| Resultat                  | Resultat                  | Resultat       | Resultat       | Resultat        | Resultat      |
| Jurat professional (50 %) | Jurat professional (50 %) | Televot (50 %) | Televot (50 %) | Puntuació final | Posició final |
| Punts                     | Posició                   | Punts          | Posició        | Puntuació final | Posició final |
| ------------------------- | ------------------------- | -------------- | -------------- | --------------- | ------------- |
| 95                        | 9a                        | 5              | 26a            | 100             | 17a           |